# 浦江アキコ
浦江 アキコ（うらえ アキコ、1969年1月4日 - ）は、日本のロカビリーバンドBLUE ANGEL（ブルーエンジェル）のボーカリスト。血液型はB型。東京都出身。
1990年代には女優活動も行っていた。

## 出演

### テレビドラマ
- ホームワーク（1992年10月 - 12月、TBS） - 水野うらん 役
- ホームワークスペシャル（1993年10月、TBS） - 水野うらん 役
- 家族A（1994年10月 - 12月、TBS） - 佐山美紀子 役

### 映画
- キッチン（1989年） - 松原多美恵 役
- ファンシィダンス（1989年） - かなこ 役

### バラエティ
- 銀BURA天国（1994年4月29日、テレビ東京）
- うれしたのし大好き（1993年1月 - 3月、フジテレビ）

## 楽曲
- 季節の風に（2013、『斉藤さん2』主題歌[1]）